# Бут, Кристин
Кристин Бут (англ. Kristin Booth; род. 28 августа 1974, Китченер, Онтарио) — канадская актриса кино и телевидения, менее известна как актриса театра.

## Биография
Кристин Бут родилась 28 августа 1974 года в городе Китченер (Канада). В 1997 году с отличием окончила Театральную школу Университета Райерсона. С того же 1997 года начала сниматься в телесериалах, с 1999 года — в кинофильмах.

### Личная жизнь
16 сентября 2006 года Бут вышла замуж за мужчину по имени Тим Уэйр.

## Награды и номинации
С полным списком наград и номинаций Кристин Бут можно ознакомиться на сайте IMDb.
| Год  | Награда                | Категория                                    | Фильм / сериал       | Результат |
| ---- | ---------------------- | -------------------------------------------- | -------------------- | --------- |
| 2005 | Gemini Award           | Лучшая актриса второго плана в гостевой роли | Регенезис            | Победа    |
| 2008 | Genie Award            | Лучшая актриса второго плана                 | Молодёжная лихорадка | Победа    |
| 2008 | Canadian Comedy Awards | Лучшая киноактриса                           | Молодёжная лихорадка | Номинация |
| 2009 | Gemini Award           | Лучшая актриса в гостевой роли               | Горячая точка        | Номинация |
| 2010 | Canadian Comedy Award  | Лучшая киноактриса                           | У себя дома… С тобой | Победа    |

## Избранная фильмография

### Широкий экран
- 1999 — Детройт — город рока / Detroit Rock City — кассир
- 2000 — Сплетня / Gossip — Дайан
- 2001 — На связи[англ.] / On the Line — Сэм
- 2003 — Защита от дурака[англ.] / Foolproof — Сэм
- 2007 — Молодёжная лихорадка[англ.] / Jeunes adultes qui baisent — Эбби
- 2007 — Этот прекрасный город[англ.] / This Beautiful City — Красотка
- 2009 — Трещинка[англ.] / Crackie — Гэйл
- 2009 — ЗащитнеГ / Defendor — Венди Картер[6]
- 2009 — У себя дома… С тобой[англ.] / At Home by Myself...With You — Роми Скотт
- 2011 — Ливень[англ.] / Cloudburst — Молли
- 2011 — Ниже нуля[англ.] / Below Zero — Пенни / Пейдж
- 2013 — Секс после детей[англ.] / Sex After Kids — Бетани
- 2014 — Призвание[англ.] / The Calling — Грейс Бэттен

### Телевидение
- 1998 — Беглец из преисподней[англ.] / Brimstone — учительница (в эпизоде Pilot)
- 1998 — Ледниковый период 2000[англ.] / Eis – Wenn die Welt erfriert — Джессика
- 1998 — Трейдеры[англ.] / Traders — Лулу (в 2 эпизодах)
- 1999 — Вспомнить всё 2070 / Total Recall 2070 — Эшли (в эпизоде Brightness Falls)
- 1999 — Её звали Никита / Nikita — Сондра (в эпизоде Hand to Hand)
- 2000 — Пароль: Вечность[англ.] / Code Name: Eternity — Мэнди (в эпизоде 24 Hours)
- 2000—2001 — Дэринг и Грейс: детективы-подростки / Daring & Grace: Teen Detectives — Трейси Грейс (в 13 эпизодах)
- 2001 — Драгоценность[англ.] / Jewel — Энни Хилбёрн в возрасте 19 лет
- 2001 — Тайны Ниро Вульфа / A Nero Wolfe Mystery — Дайни Лоэр (в эпизоде Door to Death)
- 2001 — Парадайз-Фоллз[англ.] / Paradise Falls — Трюди Синклейр (в 5 эпизодах)
- 2002 — Двое и вечность[англ.] / Two Against Time — Кимберли
- 2004 — Куклы, которые убивают[англ.] / Puppets Who Kill — Чарли (в выпуске Prostitutes for Jesus)
- 2004 — Это страна чудес[англ.] / This Is Wonderland — мисс Брайс (в эпизоде #1.10)
- 2004 — Миссия ясновидения[англ.] / Missing — Пола Гален (в 2 эпизодах)
- 2004—2005 — Регенезис / ReGenesis — Дейзи Маркович (в 4 эпизодах)
- 2005 — Новости[англ.] / The Newsroom — Нора (в 6 эпизодах)
- 2006 — Гигант прерий[англ.] / Prairie Giant — Ирма Дуглас, жена Томми Дугласа
- 2007 — Вороньё / Kaw — Синтия, жена шерифа
- 2007 — Контора[англ.] / The Company — Адель «Сладкая» Критски
- 2008 — Сверхъестественное / Supernatural — Рени Ван Аллен (в эпизоде Malleus Maleficarum)
- 2008 — Самый ценный игрок[англ.] / MVP — Конни (в 10 эпизодах)
- 2009 — Горячая точка / Flashpoint — Сара Скотт (в эпизоде Backwards Day)
- 2009 — Читающий мысли / The Listener — Линдси Уоллес (в эпизоде Beginning to See the Light)
- 2009 — Граница[англ.] / The Border — Луиза Тильден (в 2 эпизодах)
- 2010 — Шпионка Хэрриет: Война блогов / Harriet the Spy: Blog Wars — Кэтрин Голли
- 2010 — Копы-новобранцы / Rookie Blue — Мелани (в эпизоде Fite Nite)
- 2010 — Воскресенья у Тиффани[англ.] / Sundays at Tiffany's — Жаклин
- 2011 — Дело Дойлов[англ.] / Republic of Doyle — Тони Бёрк (в эпизоде Sympathy for the Devil)
- 2011 — Клан Кеннеди / The Kennedys — Этель Кеннеди
- 2011 — Хейвен / Haven — Никки Коулмен (в эпизоде Lockdown)
- 2013 — В надежде на спасение / Saving Hope, au-delà de la médecine — Женна Реймен (в эпизоде Vamonos)[6]
- 2014 — Пропавшие письма[англ.] / Signed, Sealed, Delivered — Шейн МакАйнерни (в 10 эпизодах)
- 2014—2015 — Тёмное дитя / Orphan Black — Бонни Йоханссен (в 6 эпизодах)
- 2017 — Клан Кеннеди: После Камелота / The Kennedys: After Camelot — Этель Кеннеди
- 2017 — 12 обезьян / 12 Monkeys — доктор Райли (мать Кассандры) (в эпизоде Nurture)
- 2019 — Хадсон и Рекс / Hudson & Rex — Трейси Томас (в 2 эпизодах)
- 2019 — Побег из культа «Нэксиам»: Мать борется за спасение своей дочери[англ.] / Escaping the NXIVM Cult: A Mother's Fight to Save Her Daughter — Бонни Виченте

### Озвучивание
- 2002, 2005 — Сообразительная Шэрон[англ.] / Braceface — Эви (в 2 эпизодах)
- 2011 — Продюсер Паркер[англ.] / Producing Parker — Паркер Ковак, продюсер ток-шоу «Шоу Ди» (в 17 эпизодах)
- 2015 — Путь пирата[англ.] / Pirate's Passage — Масси Ойкл / Ширли

### Сразу-на-видео
- 2000 — Жестокие игры 2 / Cruel Intentions 2 — Лорен (в титрах не указана)